# Fort-Lytton-Nationalpark
Der Fort-Lytton-Nationalpark (engl.: Fort Lytton National Park) ist ein Nationalpark im Südosten des australischen Bundesstaates Queensland.

## Lage
Er liegt 13 Kilometer nordöstlich des Stadtzentrums von Brisbane an der Mündung des Brisbane River am Südufer.

## Fort Lytton
Fort Lytton ist ein historisch wichtiges Gebäude. Es ist eine fünfseitige Festungsanlage, die mit einem Festungsgraben und grasbewachsenen Verdämmungen ausgestattet ist. Dies ist die einzige australische Festungsanlage mit Graben.

## Geschichte
Fort Lytton ist der Geburtsort der Militärgeschichte Queenslands. Die von Lieutenant-Colonel Peter Scratchley entworfene Festung wurde in den Jahren 1880 und 1881 gebaut und ist die wichtigste verbleibende Landmarke einer Einrichtung, auf der 40 Jahre lang der Fokus der Verteidigungsanstrengungen Queenslands lag. Bis zum Ende des Zweiten Weltkrieges diente die Anlage der Verteidigung von Brisbane.
Fort Lytton wurde wegen der Angst vor einem russischen Angriff auf Australien in den 1870er- und 1880er-Jahren errichtet. Zur Überwachung des Flusses wurden zwei 6″-Vorderlader-Geschütze mit gezogenen Läufen und zwei 64-Pfünder-Kanonen installiert. Schwerere Geschütze waren auf den Fluss ausgerichtet und deckten das Vorfeld ab. Kasernen entstanden für die dauernde Garnisonsbesetzung und die Soldaten, die hier ausgebildet wurden. Fort Lytton wurde viele Jahre lang als Verteidigungsbollwerk erhalten und während des Zweiten Burenkrieges sowie der beiden Weltkriege wurden hier Tausende von Soldaten ausgebildet.
Das Fort ist typisch für eine Garnison des 19. Jahrhunderts – eine fünfseitige Festung hinter einer grasbewachsenen Verdämmung und zum größeren Schutz mit einem wassergefüllten Festungsgraben umgeben. An der Mündung des Brisbane River gelegen sollte es den Fluss kontrollieren und jeden Versuch feindlicher Schiffe abwehren, den Hafen von Brisbane anzugreifen oder die Stadt zu belagern.
Die australischen Kolonien gehörten zum britischen Empire, das sich im 19. Jahrhundert viele Feinde gemacht hatte, als die Kolonialmächte ihre Reiche schnell vergrößerten. Zur Zeit, als das Fort gebaut wurde, lebten in Brisbane weniger als 100.000 Menschen und das jährliche Handelsvolumen der Stadt betrug mehr als 4 Millionen Pfund. Brisbane war durch Attacken der Feinde eher verwundbar als Sydney oder Melbourne, da es nur drei Tagesschiffsreisen von der französischen Garnison in Nouméa entfernt lag. So waren örtliche Verteidigungseinrichtungen unabdingbar. Aufgrund der Empfehlungen der bekannten britischen Soldaten und Militärtaktiker Major General Sir William Jervois und Lieutenant Colonel Peter Scratchley entschied sich Queensland, vorwiegend auf eine feste Verteidigungsanlage für ihre Hauptstadt und ihren reichsten Hafen Brisbane zu vertrauen.
Die beiden Commissioner favorisierten Lytton an der Flussmündung, „wo ein guter Standort für eine landgestützte Batterie, sodass sowohl Längs- als auch Breitseiten auf feindliche Schiffe abgefeuert werden können.“ U-Boot-Minen sollten quer über den Flusslauf verlegt und von einer Batterie schwerer Geschütze auf den Erdwällen in Lytton unterstützt werden. Jervois stellte sich die Verteidigungskräfte von Queensland in Aktion vor:

“To oppose a landing, I recommend, firstly, that a gun vessel of light draught should be provided ... to dash in amongst an enemy’s boats whilst in the shallow water between the anchorage and the shore, to which the enemy’s ships could not obtain access. Taking up a position in the boat channel at the mouth of the river, she would be very favourably placed for acting either to the north or the south, and for directing her fire also against the enemy’s ships, if desired.”

„Um eine Landung (der feindlichen Streitkräfte) zu verhindern, fordere ich zunächst, das man ein leichtes Kanonenboot beschaffen sollte (…), das gegen die Schiffe des Feindes losschlagen sollte, während es sich in den Untiefen zwischen deren Ankerplätzen und der Küste befindet, die diese feindlichen Schiffe nicht befahren können. Das Boot sollte eine Position in der Fahrrinne der Flussmündung einnehmen, entweder Richtung Süden oder Richtung Norden agieren und ihr Feuer gegen die feindlichen Schiffe richten.“

Für den Fall einer feindlichen Landung an anderer Stelle der Moreton Bay würden auch Landtruppen mit Artillerie und Infanterie benötigt, „um mit den Marinekräften zu kooperieren um eine Landung zu verhindern oder ein Vorrücken der feindlichen Streitkräfte auf die Stadt zu verhindern, wenn der Feind schon gelandet sein sollte.“ Kleinere Ausgaben des Verteidigungsplans für Brisbane wurden für die Städte Rockhampton und Maryborough entwickelt – Torpedoabwehrgürtel aus schwimmenden Minen quer über die Schifffahrtsrinnen und Artillerie in der Nähe, unterstützt durch mobile Streitkräfte.
Zur Durchführung dieses Plans musste eine Marinebrigade und ein Torpedocorps ausgehoben werden, eine Artilleriebatterie für die Verteidigung von Lytton eingerichtet werden und eine bessere Fußtruppe für mobile Einsätze. Die Commissioner forderten keine Kavallerie, da im Notfall berittene Soldaten von den Polizeikräften rekrutiert werden könnten. Man musste auch das Telegrafennetz entlang der Küste verbessern und mindestens ein Kanonenboot kaufen, „ein gutes starkes Boot, das Küstenorte im Allgemeinen und innerhalb des Riffgürtels gegen private Boote und Kanonenboote schützen kann.“, berichtete Jervois.
Im Ergebnis wurde ein Schema befestigter Küstenbatterien und U-Boot-Minengürtel errichtet, die durch Landstreitkräfte unterstützt wurden. Küstenfestungen baute man Mitte der 1890er-Jahre in Lytton, am Kissing Point bei Townsville und am Green Hill auf Thursday Island.
In Lytton umfasste das Verteidigungskonzept auch U-Boot-Minen, die in den Fluss abgelassen werden konnten. Eine kleine, fest installierte Geschützbatterie für die Streitkräfte und Ingenieure, die die U-Boot-Minen bedienen sollten, wurde eingerichtet. Die dauernde Garnisonsbesatzung hielt auch einen Kader erfahrener Ausbilder vor, die die zeitweise dort stationierten Soldaten und Freiwilligen, Artilleriebatterien, Infanteriekompanien und berittenen Kompanien ausbildeten, die in mehr als 40 Städten in der gesamten Kolonie stationiert wurden. Auch eine kleine Marineverteidigungseinheit wurde gebildet, die aus den beiden Kanonenbooten Gayunduh und Paluma und dem Torpedoboot Mosquito bestand und durch Marinebrigadekompanien in verschiedenen Häfen ergänzt wurde.
Die Berichte von Jervois und Scratchley leiteten die australischen Anstrengungen zur Küstenverteidigung das verbleibende 19. Jahrhundert hindurch, da sie vielen vagen Voraussetzungen und Annahmen Gestalt verliehen. Das British Colonial Defence Committee veränderte die Details, wie die Umstände es erforderten. Zusammenarbeit in der gemeinsamen Verteidigung war einer der Ecksteine der australischen Föderation. Als die australischen Kolonien gemeinsam das Green Hill Fort auf Thursday Island bauten und dabei das System des Verteidigungs-Commissioners anwandten, war dies eine unprätentiöse Zusammenarbeit die schon eine Entwicklung hin zu einem australischen Commonwealth vorwegnahm.

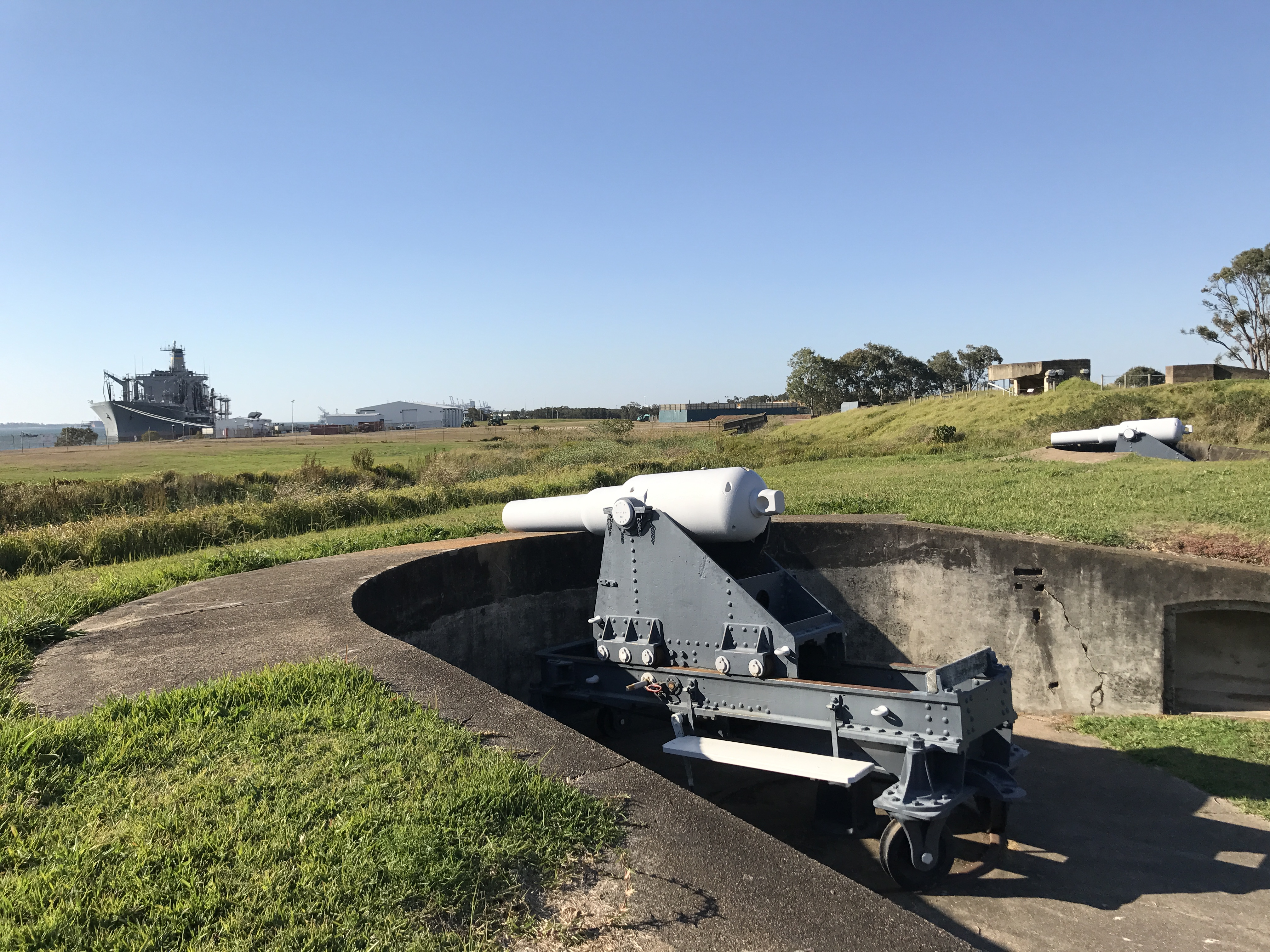
Die beiden 64-Pfünder des Forts

Das 1880/1881 gebaute Fort Lytton war anfangs mit zwei RML 64 pounder 64 cwt und zwei RML 80-pounder 5 ton ausgerüstet. Bei letzteren handelte es sich um umgebaute Vorderlader mit einem Kaliber von 206,2 mm, erstere waren neu entwickelte Waffen mit einem Kaliber von 160 mm. Um die Jahrhundertwende hatte es sechs Geschütztürme und zwei Maschinengewehrstellungen. Seine Hauptbewaffnung waren nun zwei BL 6 inch gun Mk V auf Verschwindlafetten, die schnell auftauchen und über die Wälle des Forts feuern konnten. In nur 20 Sekunden konnten sie wieder unter die Brustwehr versenkt werden. Die beiden 64-Pfünder blieben im Bestand, die nicht mehr dem Stand der Technik entsprechenden 80-Pfünder wurden entfernt. Ergänzt wurde die Bewaffnung durch kleinkalibrige Schnellfeuergeschütze von Hotchkiss und Maschinengewehre. Insgesamt ergab sich folgender Ausrüstungsstand:
- zwei BL 6 inch gun Mk V
- zwei QF 6 pounder Hotchkiss

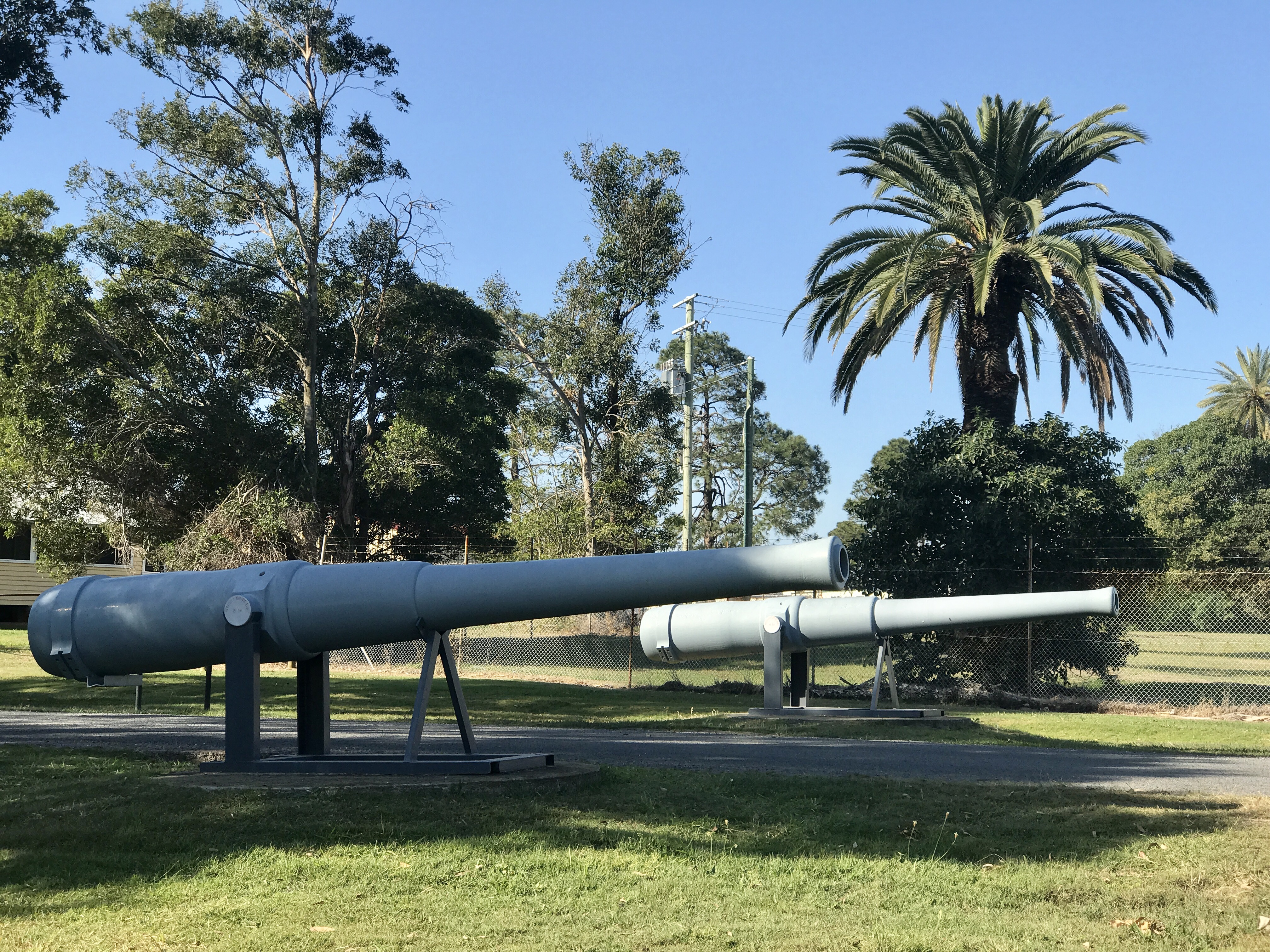
Die beiden BL 6, derzeit am Eingang des Forts aufgestelltein

- Die beiden BL 6, derzeit am Eingang des Forts aufgestelltein vierläufiges 25-mm-Nordenfeldt-Maschinengewehr
- eine Nordenfelt-Mitrailleuse
- zwei RML 64 pounder 64 cwt

Das versteckte Minenfeld, das durch die Geschütze unterstützt wurde, wurde von einem versteckten Tunnel unter der Festung betrieben. Der Tunnel war Anfang der 1890er-Jahre gebaut worden und kann heute besichtigt werden. In den 1930er-Jahren wurde dieses System durch eine Schranke ersetzt, die den gesamten Schiffsverkehr auf dem Fluss durch Flaggenkombinationen anzeigte. Die Reste der Winde, mit der die Schranke bedient wurde, kann man heute unten am Flussufer in der Nähe des Suchscheinwerfers aus dem Zweiten Weltkrieg sehen.
Von der Staatsgründung 1859 bis zur australischen Föderation 1901 musste Queensland für seine Verteidigung hauptsächlich auf Freiwillige vertrauen. Die Queensland Defense Force startete 1860 mit Freiwilligen. Bei der Föderation konnte Queensland hochqualifizierte Streitkräfte zur Verteidigung der neuen Nation anbieten.
Vor dem Ersten Weltkrieg war Fort Lytton bis 1914 das wichtigste Trainingsgelände der Streitkräfte von Queensland. Die erste jährliche Lagerausbildung wurde 1881 in Lytton abgehalten und war zugleich das vierte jährliche Trainingscamp für die freiwilligen Soldaten Queenslands. Die jährlichen Lagerausbildungen wurden von den permanent in Fort Lytton stationierten Kräften abgehalten und stellten das einzige regelmäßige Training für die Freiwilligen dar. Sie wurden für Queensland zu einem politischen und sozialen Highlight im Kalender. Jedes Jahr fuhren die Einwohner von Brisbane mit dem Zug oder mit dem Schiff nach Lytton, um die spektakulären militärischen Manöver und zeremoniellen Veranstaltungen zu beobachten. Die Geschichten vom wilden Lagerleben, dem Mut der Soldaten und ihrer Kameradschaft überdauerten diese Ära.

### Erster Weltkrieg
Fort Lytton wurde im Ersten Weltkrieg zweimal auf die Probe gestellt. Die Geschütze des Forts gaben Warnschüsse auf ein dänisches Dampfschiff und ein Fischerboot ab, die versuchten, die offiziellen Abläufe zu umgehen, die vor einer Weiterfahrt flussaufwärts notwendig waren.

### Zweiter Weltkrieg
Im Zweiten Weltkrieg war das Fort eine, gegenüber den moderneren Batterien auf Moreton Island und Bribie Island, weniger wichtige Verteidigungsstellung. 1945 hatte das Fort als effektive Verteidigungsstellung ausgedient und wurde aufgegeben.

### Nach dem Zweiten Weltkrieg
Nach dem Ende des Zweiten Weltkrieges wurde das alte Fort Lytton überflüssig, wurde aufgegeben und alle Bewaffnung entfernt, glücklicherweise mit Ausnahme der beiden 64-Pfünder-6″-RML-Geschütze von 1878, der vier originalen Geschützte von 1886 und der versenkbaren 6″-RBL-Geschütze. Die beiden 64-Pfünder wurden in Brisbane eingelagert und die vier Geschütze auf dem Gelände des Forts belassen. Zwei davon wurden zwischenzeitlich entfernt, eines zur Ampol-Raffinerie, wo es am Haupteingang auf einem Betonfundament montiert wurde, das andere zum 11. Feldregiment in der Dudley Street in Annerly, das inzwischen aufgegeben wurde und Teil der Geschichte ist.
Nach dem Ende der Feindseligkeiten 1945 wurde das Fort dem Wind, dem Regen, der Sonne und gelegentlichen Buschbränden überlassen. Letztere zerstörten einen Großteil der hölzernen Einbauten im Inneren des Forts. 1956 kaufte Ampol den größten Teil des Geländes zum Bau einer Raffinerie und räumte das Gelände auf. Die ursprüngliche Brücke ins Fort war abgebrannt, ebenso wie die Gebäude im Inneren. Später wurde ein Teil des Wassergrabens im vorderen Teil des Forts verfüllt, damit man ins Fort gelangen und das Gestrüpp etc. beseitigen konnte. Es wurde ein Damm gebaut und das Gelände als eine Art Picknickplatz genutzt.
1986 wurde Fort Lytton in die Liste der Nationaldenkmäler aufgenommen.
1988 stellte sich heraus, dass Ampol das Gelände des Forts als Touristenattraktion an den Staat zurückgeben wollte. An einem besonders nassen Samstag Nachmittag im selben Jahr gab es ein stilles Treffen von ehemaligen Soldaten des Zweiten Weltkrieges, dem viel jüngeren Personal von National Parks and Wildlife und einigen aktiven Soldaten. Die Idee war, eine Touristenattraktion aus dem Fort zu machen. Freiwilligengruppen von Veteranen sollten gebildet und später vielleicht die Geschütztürme restauriert werden.
Die Wäscherei der alten Quarantänestation wurde angemietet, von National Parks and Wildlife mit einem alten Kühlschrank, Tischen und Stühlen ausgestattet und diente als Kantine und Museum. Das Museum im Fort wurde vom Department of Works restauriert und mit Erinnerungsstücken ausgestattet. Zwei Geschütze davon waren Teil der ursprünglichen Bewaffnung des Forts, ein von Pferden gezogenes 91b-RML-Feldgeschütz und ein vierläufiges Nordenfeldt-Garnisons- und Marinegewehr, ein sogenanntes „Maschinengewehr“, das allerdings von Hand bedient wurde, aber sehr effektiv war.
Eines der beiden 6″-Geschütze am Eingang ist das Geschütz, das einige Jahre lang vom 11. Feldregiment genutzt wurde, und das andere ist das versenkbare Geschütz Nr. 2. Das Fort wird heute von National Parks and Wildlife als Nationalpark betrieben. Die Behörde wird immer noch tatkräftig von ehemals dort stationierten Soldaten unterstützt, die sich als freiwillige Führer für die Öffentlichkeit betätigen. Man sollte auch erwähnen, dass die ursprüngliche Gruppe, die 1988 mit ihrer Arbeit begann, aus einfachen Soldaten, Unteroffizieren und Offizieren – alles ehemalige Weltkriegsteilnehmer – bestand, die sich engagierten, um die Dinge ans Laufen zu bekommen. Sie arbeiteten unter der Leitung von Ray Cook und haben den heutigen Stand praktisch aus dem Nichts aufgebaut.
1992 wurde die Genehmigung erteilt, mit dem Bau des Geschützturms für das versenkbare Geschütz Nr. 1 zu beginnen. Bis zum Ostercamp 1996 wurde dieser im fünf Stufen – je nach Verfügbarkeit des Geldes – fertiggestellt. Das einzige Originalteil war das Geschütz selbst. Gleich danach begann man mit einem 6-Pfünder-QS-Hotchkiss für Geschützturm Nr. 3 und stellte ihn bis Weihnachten desselben Jahres fertig. Zum Bau dieses Geschützes konnte man keinerlei Originalteile verwenden. Noch später, 1997, fuhren Ray Cook und Dick Phillips – wiederum unter tätiger Mithilfe von Bryan Davidson, eines Schweißers von National Parks and Wildlife – mit ihrer Arbeit fort und bauten nach und nach eine Replik des 4,7″-QF-Marinegeschützes von 1898, die auf Geschützturm Nr. 4 montiert wurde. Wiederum konnte für dessen Bau keine Originalteile verwendet werden.
Trotz ihres Alters von fast 80 Jahren entschlossen sich die drei anschließend, mit der Hilfe von anderen auch noch das letzte Geschütz, ein zweiläufiges 6-Pfünder-QF-Geschütz für den Geschützturm Nr. 5 nachzubauen. Heute ist es zusammen mit den anderen im Fort zu besichtigen.
2011 lieferte das 1. Feldregiment eines der originalen 6″-80-Pfünder-RML-Geschütze nach Fort Lytton zurück und nach dreimonatiger Restaurierungsarbeit konnte es im Foyer der Kantine aufgestellt werden.
1992 erhielt Ray Cook die „Order of Australia“–Medaille für seine unermüdlichen Versuche, das Fort wiederherzustellen und der Öffentlichkeit zugänglich zu machen. 2000 erhielt auch Dick Phillips diese Medaille und 2007 George Ludinski, ein weiterer Soldat und Helfer beim Wiederaufbau von Fort Lytton.